# Klecks-Theater Hannover

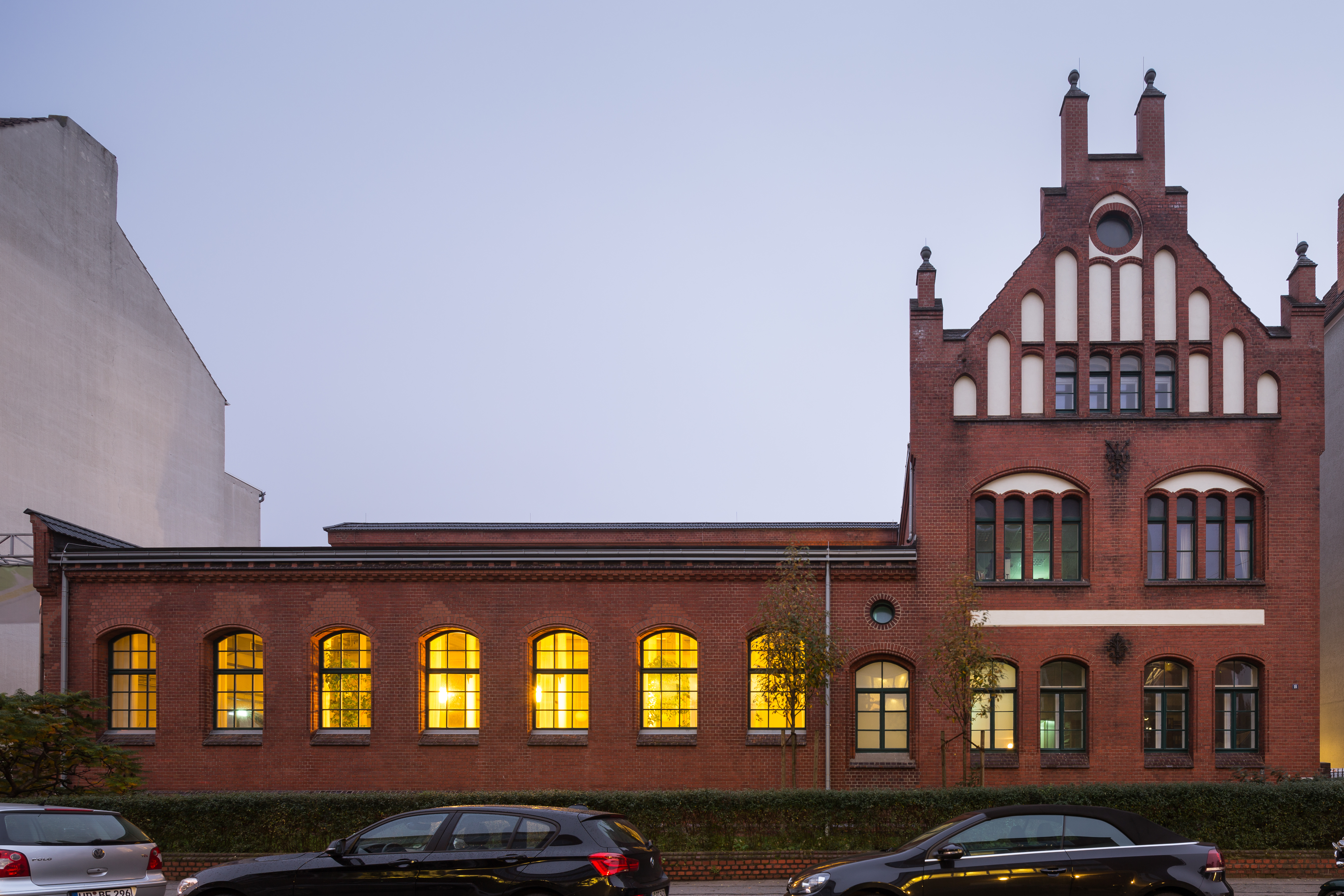
Sitz des Klecks-Theaters Hannover im Alten Magazin in der Südstadt

Das Klecks-Theater Hannover ist ein Theater für Kinder und Jugendliche, das seinen Sitz im Alten Magazin in der Südstadt von Hannover hat.

## Theaterarbeit
Das Klecks-Theater wurde 1987 von Harald Schandry (1956–2025) als mobile Einrichtung in der Tradition des so genannten emanzipatorischen Kinder- und Jugendtheaters gegründet. 1994 zog das Kinder- und Jugendtheater in die Spielstätte des im denkmalgeschützten Alten Magazins ein, das einst als Kulissendepot des königlichen Hoftheaters errichtet wurde.
Mit durchschnittlich 25.000 Zuschauern pro Jahr ist das Theater eine der besucherstärksten Freien Bühnen in Niedersachsen.
Das Theater spielt außerhalb seiner Spielstätte zusätzlich mobil in Kindergärten, Schulen, Kulturtreffs, Freizeitheimen, in anderen Theatern. Es tritt auch auf Festivals, in Justizvollzugsanstalten und bei Open-Air-Veranstaltungen auf. Die Stücke werden für verschiedene Auftrittsorte passend gemacht. Dabei setzen die Produktionen weniger auf ausgetüftelte Bühnenkonzepte als auf die Strahl- und Wirkungskraft der Schauspieler.
Das Theater folgt Gastspieleinladungen in ganz Deutschland.

### Inhalte
Bei den Inhalten des Theaters handelt es sich immer um Reflexionen über das Leben mit seinen komplexen Bedingungen in der Hoffnung, in der Informationsgesellschaft die richtigen Fragestellungen aufzuspüren. Besonders die Inszenierungen für Jugendliche stehen unter dem Anspruch, einen relevanten Bezug zu den altersspezifischen Anliegen der Heranwachsenden herzustellen.
Die Kinderstücke nehmen die Kinder auf leichte Weise ernst und begegnen ihnen auf Augenhöhe. Das Theater möchte Kindern und Jugendlichen Übungsfelder anbieten, um ihre empathischen, emotionalen und kommunikativen Potenziale zu verfeinern. Es werden aber auch Fabeln, skurrile Geschichten und Stücke produziert, die ausschließlich der Unterhaltung dienen.

### Bühne
Die Bühne wird als Guckkastenbühne verwendet, ermöglicht aber auch vollständige Raumkonzepte. In Abhängigkeit vom Aufbau sind 149 Plätze möglich. Allerdings wird die Zuschauerzahl häufig auf eine geringere Anzahl beschränkt, um eine dichtere Atmosphäre zu schaffen.

### Theaterpädagogik
In Kooperation mit der Klosterkammer Hannover wurde von 2012 bis 2014 und von 2016 bis 2018 ein vielfältiges theaterpädagogisches Angebot in der Stadt Hannover und in der Region Hannover auf- und ausgebaut.

## Auszeichnungen
- 1998 zwei Preise für besondere schauspielerische Leistung und Landessieger beim Förderpreis Jugend kulturell
- 1998 Theaterförderpreis „Frühlings Erwachen“ für die Inszenierung „Wunderzeiten“
- 2000 Deutscher Kindertheaterpreis 2000/Aufführungsprämie für „Jonna Ponna!“ (Jonna Nordenskiöld, Schweden)
- 2020 Erster Preis beim Jugendtheaterfestival TheaTrend für „Untenrum“